# Biblioteca Económica Financiera
La Biblioteca Económica Financiera es una biblioteca dependiente del Ministerio de Economía y Finanzas Públicas de Bolivia.
La Biblioteca reúne material bibliográfico relacionado con temas económicos y financieros, fue creada por Decreto Supremo 23934 de la República, en el marco de que cada Ministerio de Bolivia cuente con una Biblioteca y Archivo Central. Se ubica en las instalaciones del Ministerio de Economía y Finanzas Públicas, Av. Mariscal Santa Cruz esquina Loayza, en la ciudad de La Paz, Bolivia.